# Theódorosz Gazísz
Theódorosz Gazísz Theszalonikéfsz (Θεόδωρος Γαζῆς Θεσσαλονικεύς, Theodórosz Gazész Thesszalonikeusz) vagy latinosan Theodorus Gaza Thessalonicensis Szaloniki, 1400–1410 között – Piro, 1475 körül) Itáliában alkotó görög humanista, fordító, nyelvész.

## Életútja
Valószínűleg 1422–1423 táján utazott Konstantinápolyba, ahol először tanulmányokat folytatott, majd 1427-ig az oszmán székvárosban tartózkodó velencei humanista, Francesco Filelfo mellett a Codex Vaticanus Graecus 1334-es kéziratát másolta. 1440-ben Itáliában telepedett le, először valószínűleg a paviai egyetem orvostudományi fakultásán folytatott tanulmányokat. 1442-ben Milánóban ismét Filelfo mellett dolgozott mint kódexmásoló. 1443-ban Mantovába költözött, ahol egyfelől a humanista Vittorino da Feltrének adott görögórákat, másfelől Feltre iskolájában latinnyelv-ismeretét tökéletesítette. 1446-ban a történész Giovanni Aurispa hívta Ferrarába, ahol Gaza az akkor alapított Ferrarai Egyetem görög nyelvi professzora lett, de emellett orvosi tanulmányait is folytatta. Az 1448/1449-es tanévben az artisták (kb. bölcsészhallgatók) az egyetem rektorává választották. Hívták Firenzébe is, de arra hivatkozva, hogy hazautazását tervezi, Gaza elutasította a felkérést.
Hazautazás helyett azonban 1450 első hónapjaiban Rómába ment, ahol az V. Miklós pápa által megbízott, klasszikus görög szerzők munkáit latinra fordító csoport tagja lett, emellett bevezették a Baszileosz Besszárión bíboros körül csoportosult tudóskörbe is. A pápa halálát (1455) követően Gaza a nápolyi királyi udvarba ment. V. Alfonz halála (1458) után, de bizonytalan időpontban a calabriai Policastróban telepedett le, majd Besszárión megbízásából a közeli San Giovanni in Fiore-apátság prokurátora, bíborosi megbízottja lett. 1467-ben visszatért Rómába. Pártfogója, Besszárión 1472-ben bekövetkezett halála után nem kapta meg a remélt támogatást IV. Szixtusz pápától, ezért 1474-ben visszatért Campaniába.
Halálának időpontja bizonytalan. Végakaratát 1477-ben hajtották végre, de korabeli megemlékezések alapján valószínűsíthetően már 1475-ben elhunyt.

## Munkássága
Gaza életművének jelentősége, hogy írásaival és fordításaival a reneszánsz kultúrához és a humanizmus világához közelebb hozta a klasszikus görög kultúra eredményeit. Latinra fordította Arisztotelész, Theophrasztosz, Hippokratész és más klasszikus szerzők műveit, de latin auktorokat is kiadott anyanyelvén (pl. Cicero). Nevéhez fűződik az első nyugati görög nyelvkönyv megírása, amellyel feltehetően még Ferrarában készült el, de csak halála után adták ki (Institutiones grammaticae, ’Nyelvi tanítások’, 1495). Görögül írta meg a törökök őstörténetéről szóló művét (Peri arkhaiologiasz turkón, ’A törökök őstörténetéről’), illetve filozófiai munkáját (Antirrétikon, ’Vitairat’).
Magyar encyclopaediájának összeállításakor, a tudományos műszavak magyarra fordításakor Apáczai Csere János nagyban támaszkodott Gaza fordításelméleti elveire.

## Fordítás
- Ez a szócikk részben vagy egészben  a   Theodorus Gaza című német Wikipédia-szócikk ezen változatának fordításán alapul.  Az eredeti cikk szerkesztőit annak laptörténete sorolja fel. Ez a jelzés csupán a megfogalmazás eredetét és a szerzői jogokat jelzi, nem szolgál a cikkben szereplő információk forrásmegjelöléseként.